# Список керівників держав 1329 року
Список керівників держав 1329 року — це перелік правителів країн світу 1329 року.
Список керівників держав 1328 року — 1329 рік — Список керівників держав 1330 року — Список керівників держав за роками

## Європа
- Англія
  - Король Англії — Едуард III (1327—1377)
- Балканський півострів
  - Візантійська імперія — Андронік III Палеолог (1328—1341)
  - Албанське королівство — Філіп I Тарентський (1294—1331)
  - Аргос і Нафпліон (сеньйорія) — Готьє VI де Брієнн (1311—1356)
  - Аркадія (баронія) — Вілен II д'Оне (1297? — 1337?)
  - Герцогство Архіпелагу — Нікколо I Санудо (1323—1341)
  - Афінське герцогство — Готьє VI де Брієнн (1311—1356)
  - Ахейське князівство — Матильда де Ено (1313—1348)
  - Друге Болгарське царство — Михайло I Шишман (1323—1330)
  - Видинське царство — Белаур (1323—1336)
  - Добруджанське князівство — Балик (1322—1345)
  - Боснійський банат — Стефан II Котроманич (1323—1353)
  - Волощина — воєвода (згодом господар) Басараб I (1310—1352)
  - Епірський деспотат — Іоанн II Орсіні (1323—1336)
  - Пфальцграфство Кефалонії та Закінфу — Іоанн (1325—1336)
  - Кіпрське королівство — Гуго IV (1324—1358)
  - Берат (князівство) — Теодор І Музака (1319—1331)
  - Неопатрійське герцогство — Гільом (1319—1338)
  - Перше Сербське королівство; король Стефан Урош III (1321—1331)
  - Графство Салона (Lordship of Salona) — Альфонсо Фадріке Арагонський (1318—1338)
  - Сеньйорія Хіоса — Мартіно Дзаккарія (1314—1329). Візантійській імперії вдалося відновити свою владу в регіоні.
- Балтія
  - Дерптське єпископство — Енгельберт Долен (1323—1341)
  - Езель-Вікське єпископство — Якоб II (1322—1337)
  - Курляндське єпископство — Йоганн І (1328—1331)
  - Лівонський орден — ландмейстер — Еберхард фон Монгайм (1328—1340)
  - Ризьке архієпископство — Фрідріх фон Пернштейн (1304—1341)
  - Держава Тевтонського ордену — великий магістр Вернер фон Орзельн (1324—1330)
- Білорусь
  - Вітебське князівство — Ольгерд (1320—1377)
  - Турово-Пінське князівство — Семен Юрійович (кінець XIII ст. — 1320-ті рр.)
- Князь Новгородський — Іван I Данилович Калита (1328—1337)
- Трапезундська імперія — Олексій II Великий Комнін (1297—1330)
- Ірландія
  - Айргіалла — Мурхад Великий мак Бріайн (? — 1331)
  - Десмонд — Кормак Мак Карті (1326—1359)
  - Тір Еогайн — Ейнрі мак Бріайн мейк Аода Буїдне (1325—1345)
  - Томонд — король Муйрхертах О'Бріан (1317—1343)
- Італія
  - Арборейський юдикат — Угоне II (1321—1336)
  - Венеційська республіка — дож Франческо Дандоло (1329—1339)
  - Мантуя — капітано-дель-пополо Луїджі Гонзага (1328—1360)
  - Мірандола (герцогство) (Ducato della Mirandola) — Луїджі Гонзага (1328—1360)
  - Монферрат — Теодор I (1305/1306-1338)
  - Неаполітанське королівство — Роберт (1309—1343)
  - Салуццький маркізат — Манфред IV (1296—1334)
  - Сардинське королівство — Альфонсо IV (1327—1336)
  - Сицилійське королівство — Фредерік II (1296—1337)
  - Тарантське князівство — Філіп I Тарентський (1294—1332)
  - Тренське князівство-єпископство — Енріко ді Мец (1310—1336)
  - Урбінське герцогство — Нольфо да Монтефельтро (1322/1323-1359)
  - Феррарська сеньйорія — Обіццо III д'Есте (1326—1352)
  - Маркграфство Фінале — Джорджо дель Карретто (1313—1359)
- Кавказ
  - Грузинське царство — Михайло I (1327—1329). Об'єднана Грузія — Георгій V Блискучий (1329—1343)
  - Імереті — Баграт I (1329—1330)
  - Самцхе-Саатабаго — Саргіс II Джакелі (1306—1334)
- Велике князівство Литовське — Гедимін (1316—1341)
- Німеччина
  - Герцогство Австрія — Фрідріх III (1326—1330)
  - Князівство Ангальт — Ангальт-Бернбург — Бернгард III (1323—1348); Ангальт-Цербст (князівство) — Альбрехт II (1316—1362)
  - Герцогство Баварія — Людовик IV (1294—1347)
  - Баденське маркграфство — Фрідріх II (1291—1333) і Рудольф IV (1291—1348)
  - Берг (герцогство) — Адольф VI (1308—1348)
  - Берхтесгаден (пробство) — Конрад IV Таннер (1316—1333)
  - Маркграфство Бранденбург — Людвіг I (1323—1351)
  - Герцогство Брауншвейг-Люнебург — Оттон М'який (1277—1330)
  - Принц-єпископство Бріксен — Альберт фон Енн (1324—1336)
  - Верле (сеньйорія) — Йоганн II (1316—1333)
  - Графство Вюртемберг — граф Ульріх III (1325—1344)
  - Вюрцбург (принц-єпископство) — Вольфрам Вольфскель фон Грумбах (1322—1332)
  - Гессен (ландграфство) — Генріх II (1328—1376)
  - Геттінген (князівство) — Отто (1318—1344)
  - Принц-єпископство Гільдесгайм — Отто II фон Вольденберг (1319—1331)
  - Гольштейн-Піннеберг — Адольф VII Шаумбург (1315—1354)
  - Гоя (графство) (Grafschaft Hoya) — Герхард III (1324—1345)
  - Архієпископ Зальцбургу — Федерик III Лібніцький (1315—1338)
  - Каммін (єпископство) — Вільгельм II (1324—1329); Фрідріх (1329—1343)
  - Герцогство Каринтія — Генріх Хорутанський (1310—1335)
  - Кельнське курфюрство — Генріх II фон Фірнебург (1304—1332)
  - Кенігсегг (Königsegg) — Йоганн (1300 — ?друга половина 14 століття)
  - Клеве (герцогство) — Дітріх VIII (1310—1347)
  - Констанц (князівство-єпископство) — Рудольф ІІІ (1322—1334)
  - Курпфальц — Рудольф II (1329—1353)
  - Ліппе-Детмольд — Симон I (1273—1344)
  - Лужицька марка — Людвіг II (1323—1351)
  - Любекське князівство-єпископство — Генріх II Боххольт (1317—1341)
  - Люнебург (князівство) — Оттон II (1277—1330)
  - Архієпископ Майнца Генріх III фон Вірнебург (1328—1346)
  - Марк (графство) — Адольф II (1328—1347)
  - Маркграфство Мейсен — Фрідріх II (1323—1349)
  - Нюрнберг (бургграфство) — Фрідріх IV (1300—1332)
  - Графство Ольденбург — Йоган III (1315/1316-1342)
  - Падерборнське князівство-єпископство — Бернхард V цур Ліппе (1321—1341)
  - Герцогство Померанія — Богуслав V Великий (1326—1368)
  - Равенсберг (графство) — Бернгард (1328—1345)
  - графство Рітберг — Отто I (1322—1347)
  - Князівство Руян — Богуслав V Великий (1326—1368)
  - Герцогство Саксен-Віттенберг — Рудольф I (1298—1356)
  - Саксен-Лауенбург — Альбрехт IV (1322—1343)
  - граф Тиролю — Генріх Хорутанський (1310—1335)
  - Фельденц (графство) — Георг I (1298—1347)
  - Хахберг-Заузенберг — Отто І (1318—1384)
  - Шверін (графство) — Генріх III (1295/1296-1344)
  - Герцогство Штирія — Альбрехт II (1326—1358)
- Піренейський півострів
  - Арагонське королівство — Альфонсо IV (1327—1336)
  - Леонське королівство — Альфонсо XI (1312—1350)
  - Майорканське королівство — Хайме III (1324—1344)
  - Португальське королівство — король Афонсу IV (1325—1357)
  - Наваррське королівство — Філіпп III (1328—1343)
  - Гранадський емірат — Мухаммад IV (1325—1333)
- Польське королівство — Владислав I Локетек (1306—1333)
  - Бжезьке князівство — Болеслав III Розпусник (1311—1352)
  - Битомське князівство — Владислав Битомський (1316—1353)
  - Варшавське князівство (середньовічне) — Тройден I (1313—1341)
  - Гнєвковське князівство — Казимир III Гнєвковський (1314—1332)
  - Глогувське князівство — Пшемисл Глуговський (1322—1331)
  - Добжинське князівство — до 1343 окуповано Тевтонським орденом.
  - Герцогство Заган — Генріх IV Вірний (1309—1342)
  - Бжесть-Куявське князівство — Владислав I Локетек (1305—1332)
  - Зембицьке князівство — Болеслав II Зембицький (1322—1341)
  - Іновроцлавське князівство — Владислав I Локетек (1327—1332)
  - Козленське князівство — Владислав Битомський (1303—1334)
  - Ленчицьке князівство — Влодко Горбатий (1327/1328—1349)
  - Львувецьке князівство — Генріх I Яворський (1301—1346)
  - Намисловське князівство — Болеслав III Розпусник (1323—1338)
  - Немодлінське князівство — Болеслав Немодлінський (1313—1362/1365)
  - Олесницьке князівство — Конрад I Олесницький (1321—1366)
  - Опавське князівство — Мікулаш II (1318—1335)
  - Освенцімське князівство — Ян І Схоластик (1324—1372)
  - Плоцьке князівство — Вацлав Плоцький (1313—1336)
  - Свідницьке князівство — Болеслав II Малий (1326—1368)
  - Сілезьке князівство — Генріх VI Добрий (1296—1335)
  - Сцинавське князівство — Ян Сцинавський (1317—1365)
  - Вроцлавське князівство — Генріх VI Добрий (1311—1335)
  - Легницьке князівство — Болеслав III Розпусник (1312—1342)
  - Опольське князівство — Болеслав II Опольський (1313—1356)
  - Померанія-Щецін — Оттон I (1295—1334)
  - Прудницьке князівство — Мікулаш II Опавський (1318—1337)
  - Ратиборське князівство — Лешек Ратиборський (1306—1336)
  - Тешинське герцогство — Казимир I Тешинський (1314—1358)
  - Севезьке князівство — Владислав Битомський (1328—1337)
  - Серадзьке князівство — Пшемисл Іновроцлавський (1327—1339)
  - Черське князівство — Тройден I (1310—1341)
  - Яворське князівство — Генріх I Яворський (1312—1346)
- Білозерське князівство — Роман Михайлович (1314—1339)
- Брянське князівство — Дмитро Олександрович (1314—1333)
- Велике князівство Владимирське — Олександр Васильович Суздальський (1328—1331)
- Молозьке князівство — Михайло Давидович (1321—1362)
- Велике князівство Московське — Іван I Данилович Калита (1327—1340)
- Ростовське князівство — Федір Васильович (1320—1331)
- Велике князівство Рязанське — Іван Іванович (1327—1342)
- Смоленське князівство — Іван Олександрович (1313—1359)
- Стародубське князівство (Північно-Східна Русь) — Федір Іванович (1315—1330)
- Велике князівство Тверське — Костянтин Михайлович (1327—1338)
  - Холмське князівство (уділ Тверського) — Олександр Михайлович (1319—1339)
- Ярославське князівство — Василь Давидович Грізні Очі (1322—1345)
- Скандинавія
  - король Данії — Вальдемар III (1326—1330)
  - Король Норвегії Маґнус IV Ерікссон (1319—1355)
  - Швеція — Маґнус IV Ерікссон (1319—1364)
- Угорське князівство — король Карл I Роберт (1308—1342)
- Україна — Київський князь — Станіслав (київський князь) (1301—1321/1331)
  - Волинське князівство — Юрій-Болеслав Тройденович (1325—1340)
  - Галицько-Волинське князівство — Юрій-Болеслав Тройденович (1325—1340)
  - Чернігівське князівство — Дмитро Олександрович (1314—1333)
  - Кримський улус — Тулен-Тимур (1298—1341)
  - Список консулів Генуезької Ґазарії — Петрано де Лорто (1316? — 1339)
- Французьке королівство — Філіпп VI Валуа (1328—1350)
  - Аквітанське герцогство — Едуард III (1325—1362)
  - Арелатське королівство — пфальцграф — Іоанна II (1303—1330)
  - Барське герцогство — Едуард I (1302—1336)
  - Брабантське герцогство — Жан III (1312—1355)
  - Булонське графство — Гільйом XII Овернський (1325—1332)
  - Бретонське герцогство — Жан III (1312—1341)
  - Бурбонське герцогство — Людовик I (1327—1341)
  - Гельдерн (графство) — Рейнальд ІІ (1318—1343)
  - Голландія — Вільгельм I (1304—1337)
  - Еноське графство — Вільгельм I (1304—1337)
  - Ла-Марське графство — Людовік I (1322—1342)
  - Люксембург (графство) — Ян I Сліпий (1313—1346)
  - Льєзьке єпископство — Адольф II де Ла Марк (1313—1344)
  - Монбельяр (графство) — Отенін (1322—1332) і Генріх I де Монфокон (1322—1367)
  - Монпельє (сеньйорія) — Хайме III (1324—1349)
  - Намюр (графство) — Жан I (1298—1330)
  - Оранське князівство — Раймонд VI де Бо (1305/1314-1332)
  - Савойське графство — Едуард (1323—1329); Аймон (1329—1343)
  - Урхельське графство — Хайме I (1328—1347)
  - Фландрське графство — Людовік I (1322—1346)
  - Фуаське графство — Гастон II де Фуа (1315—1343)
- Богемське королівство (Чехія) — Ян I Сліпий (1310—1346)
- Шотландське королівство
  - Король Шотландії — Роберт I Брюс (1306—1329); Давид II (1329—1371)
- Святий Престол; Папська держава — папа римський — Іван XXII (1316—1334)
- Вселенський патріарх — Ісая (1323—1332)

## Азія
- Візантійська імперія — Андронік III Палеолог (1328—1341)
- Трапезундська імперія — Олексій II Великий Комнін (1297—1330)
- Близький Схід
  - Кілікійське царство — Левон V (1320—1342)
  - Сеньйорія Фокеї — Андріоло Каттанео (1314—1331)
  - Артукіди — правитель Мардіна Саліх Шамс ад-дін (1312—1364)
  - Мамелюцький султанат — Мухаммад I ан-Насір (1309—1340)
  - Айдиногуллари — Мехмед-бей Айдиноглу (1308—1334)
  - Алайє (бейлик) (Alâiye Beyliği) — Юсуф-бей (1300/1308-1333/1334)
  - Герміяногулари — Якуб-бей Герміяноглу (1300—1340)
  - Інанчогуллари — Інанч (1296—1334/1336)
  - Кандар (династія) — Сулейман-бей I Джандар (1309—1341)
  - Ментешеогуллари — Орхан-бей (1319? — до 1344)
  - Перванеогуллари — Гази Челебі (1300—1322/1330)
  - Династія Редді — Пролая Вема Редді (1325—1353)
  - Саруханогуллари — Сарухан-бей (1300/1313 — до 1346)
  - Сахіб-Атаогуллари — Нусретеддевле Ахмед (1287—1341)
  - Текейський бейлик — Даді (між 1324 і 1360)
  - Хамідогуллари — Ісхак-бей Хамідід (1328—1335)
  - Караманіди — Бадр ед-Дін Ібрагім (1318—1332)
  - Османська імперія — Осман I (1324/1326-1362)
  - Шаріфат Мекки — Румайта ібн Абу Нумай (1301—1346)
  - Зіяриди — Нізарі — Гіяс ад-Дін (1307—1329); Шамс ад-Дін Мухаммад II (1329—1330)
  - Емірат Хасанкейф (Emirate of Hasankeyf) — Газі Мухаммед ібн Абі Бакр (1324/1325–1364)
  - Персія
  - Музаффариди — Мубаріз ад-Дін Мухаммед (1314—1358)
  - Держава Ширваншахів — Кейкубад (1317—1348)
- Расуліди — Аль-Муджахід Алі (1322—1363)
  - володар Фарсу — Шараф ад-Дін Махмуд Шах (1325—1344)
- Індія і Шрі-Ланка
  - Ахом — Секаангфа (1293—1322/1332)
  - Бенгальський султанат — у складі Делійського султанату (1324—1342)
  - Східні Ганги — Нарасімха Дева III (1328—1352)
  - Делійський султанат — Династія Туґлак — Мухаммад бін Туґлак (1325—1351)
  - Джайпур (князівство) — Джансі (1317—1367)
  - Джайсалмер (князівство) — Гарсі Сінгх (1306—1335)
  - Джодхпур (князівство) — Чада (1328—1344)
  - самраат Кашмірської держави (Династія Лохара) — Котадева (1323—1339) і Удаянадева (1323—1338)
  - Династія Малла — Джаярімалла (1320—1344)
  - Мевар (князівство) — Хамір Сінґх (1326—1364)
  - Держава Пандья — Віра Пандья IV (1308—1345)
  - Джафна (держава) — Мартанда Цінкаярян (1325—1348)
  - Держава Хойсалів — Віра Балала III (1292—1342)
- Індонезія; Південно-Східна Азія
  - Гантаваді — Со Зейн (1323—1330)
  - Дайв'єт — Тран Мінь Тонг (Trần Minh Tông; 1314—1329); Трань Гієн Тонг (Trần Hiến Tông; 1329—1341)
  - Ланна (держава) — Сенпху (1325—1334)
  - Лемро — Мін Хті (1279—1374)
  - магараджа Мелаю Акарендраварман (1316—1347)
  - Маджапагіт — Трібхувана (1328—1350)
  - Пінья (царство) — Узана I (1325—1340)
  - Сінгапура — Шрі Трі Буана (1299—1347)
  - Чампа — Джая Ананда (1318—1342)
  - Сукхотай (королівство) — Нгуанамтхом (1323—1347)
  - Сунда — до 1340 невідомо
  - Кедах (султанат) — Ібрагім Шах (1321—1373)
  - Пасай — Ахмад I (1326—133?)
  - Сікайн (царство) — Тараб'я I (1327—1336)
  - Тернатський султанат — колано Сіданг Аріф Маламо (1322—1331)
  - Чампа — Джая Ананда (1326—1336)
- Кхмерська імперія — Джаяварман Парамешвара (1327—1336)
- Накхонситхаммарат (держава) — до 1375 імена наразі невідомі
- Китай; Монголія
  - Золота Орда — Узбек-хан (1313—1341)
  - ідикут Кучі — Сунґі-тегін (1327—1331)
  - беклярбек Хорезму Кутлуг-Тимур (1313—1335/1336)
  - Чагатайський улус — Ільчиґідай (1326—1329); Дува-Тимур (1329—1330)
  - Тибет — Кюнга Лекпа Юнне Г'ялцен (1327—1330)
  - Династія Юань — Туг-Темур (1328—1329)
- Окінава
  - Гокудзан — Хандзі (1314—1395)
  - Нандзан — Шосатто (1314—1398)
  - Тюдзан — Тамагусуку (1314—1328/1336)
- Корея
  - Корьо — Чхунсук (1313—1339)
- Паганське царство — Узана II (1325—1365/1368)
- Персія і Середня Азія
  - Баванди — Шараф аль-Мулук (1328—1334)
  - Ільхани — Абу-Саїд Багадур-хан (1316—1335)
  - Міхрабаніди — Нусрат ад-Дін Мухаммад (1318—1330)
  - Улус Орда-Іхена — Ерзен-хан (1320/1321-1337/1338)
- Японія — Імператор Ґо-Дайґо (1318—1339)

## Африка
- - аббасидський халіф Каїра Аль-Мустакфі Біллах ібн Ахмад (1302—1340)
- Варсангалі (султанат) — гараад Хамар Гейл (1311—1338)
- Імператор Ефіопії — Амда Сейон I (1314—1344)
- Заяніди — Абу Ташуфін I (1318—1337)
- Іфат — Сабр ад-Дін I (1328—1332)
- Кілва (султанат) — Абу аль-Мавахіб (1310—1323/1333)
- Макурія — Канз аль-Даула (між 1324 і 1333)
- Імперія Малі — Манса Муса (1312—1337)
- Мариніди — Абу Саїд Усман II (1310—1331)
- Нрі — Езе Нрі Гіофо (1300—1390)
- Мамелюцький султанат — Мухаммад I ан-Насір (1309—1340)
- Хафсіди — Абу Бакр II аль-Мутавакіль (1318—1346)

## Південна Америка
- Королівство Куско — Капак Юпанкі (1320—1350)
- Тескоко (держава) — ім'я невідоме (1298—1337)

## Північна Америка
- Ацкапоцалько — Акольнауакатль (1320—1343)
- Маяпанська ліга — Кокоми; Сум Коком (1327—1334)
- Імперія Пурепеча — Таріакурі (1300—1350)